# زابيت صاميدوف
زابيت ساميدوف (بالأذرية: Zabit Səmədov)(بالروسية: Забит Самедов)، من مواليد 21 يوليو 1984)، لاعب ملاكمة أذربيجاني ومقاتل مواي تاي. وصل لنهائي سباق الجائزة الكبرى العالمي لعام 2012 من فئة K-1 ، عندما خسر أمام بدر هاري في ربع النهائي بقرارات بالإجماع. ساميدوف هو أيضًا منافس سابق في بطولة العالم لشوتايم 95MAX.